# Getreidequetsche
Eine Getreidequetsche (auch Haferquetsche oder Flocker genannt) ist eine Vorrichtung oder kleine Maschine, um Getreide zu zerdrücken.

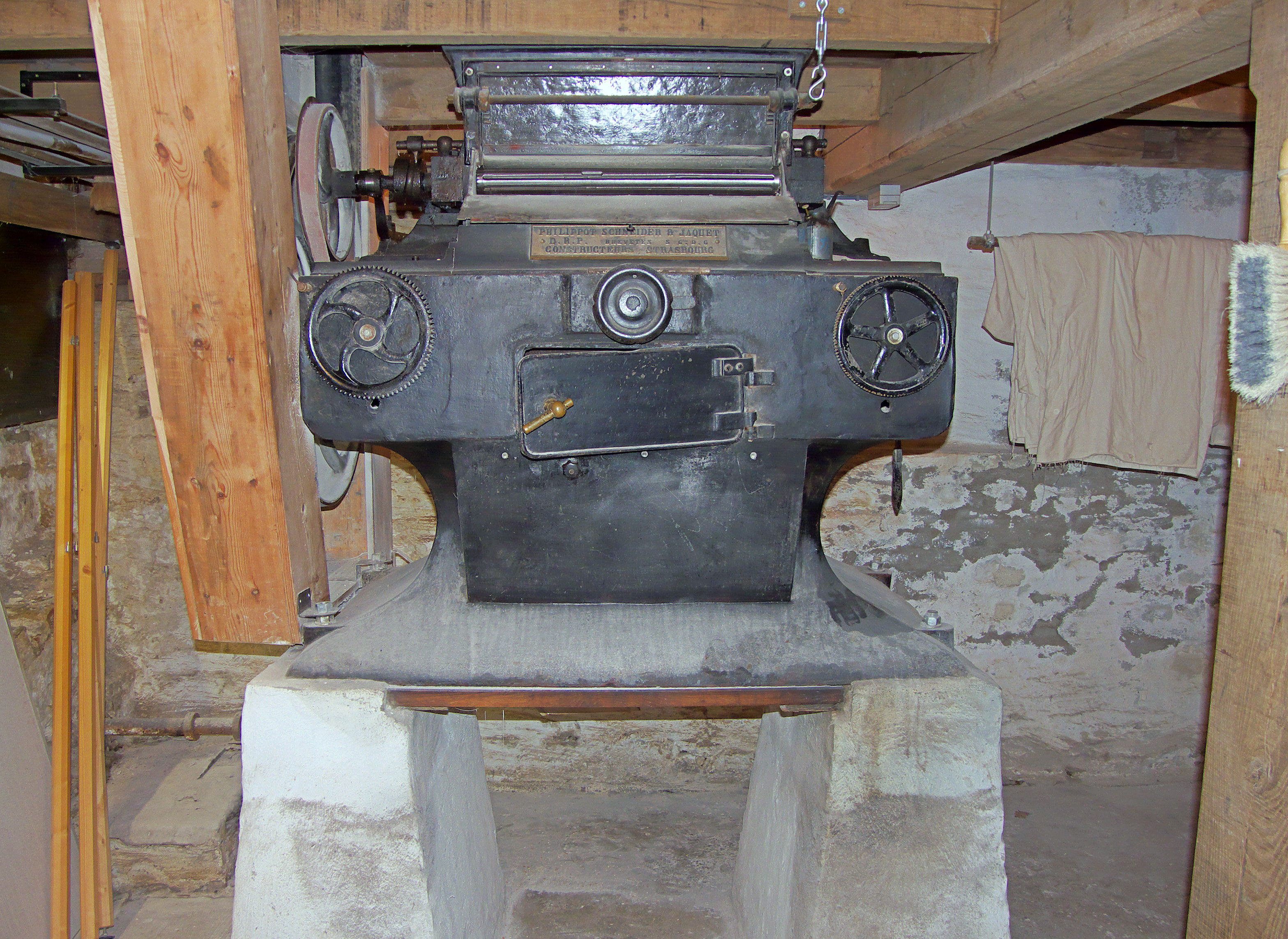
Getreidequetsche in der Wassermühle Oostendorper Watermolen, Haaksbergen, Niederlande

## Aufbau und Funktion
Quetschen bestehen aus einem Einfülltrichter, der zugleich Berührungsschutz ist, und zwei sich dicht zueinander drehenden Walzen. Der Abstand zwischen den Walzen ist meist verstellbar. Die Walzen haben oft eine Profilierung, um die Griffigkeit der Walzenoberfläche zu erhöhen. Der Antrieb der Walzen erfolgt je nach Zweck manuell mit einer Kurbel, mittels Elektromotor und Riemengetriebe oder z. B. wie im nebenstehenden Bild mit Wasserkraft.

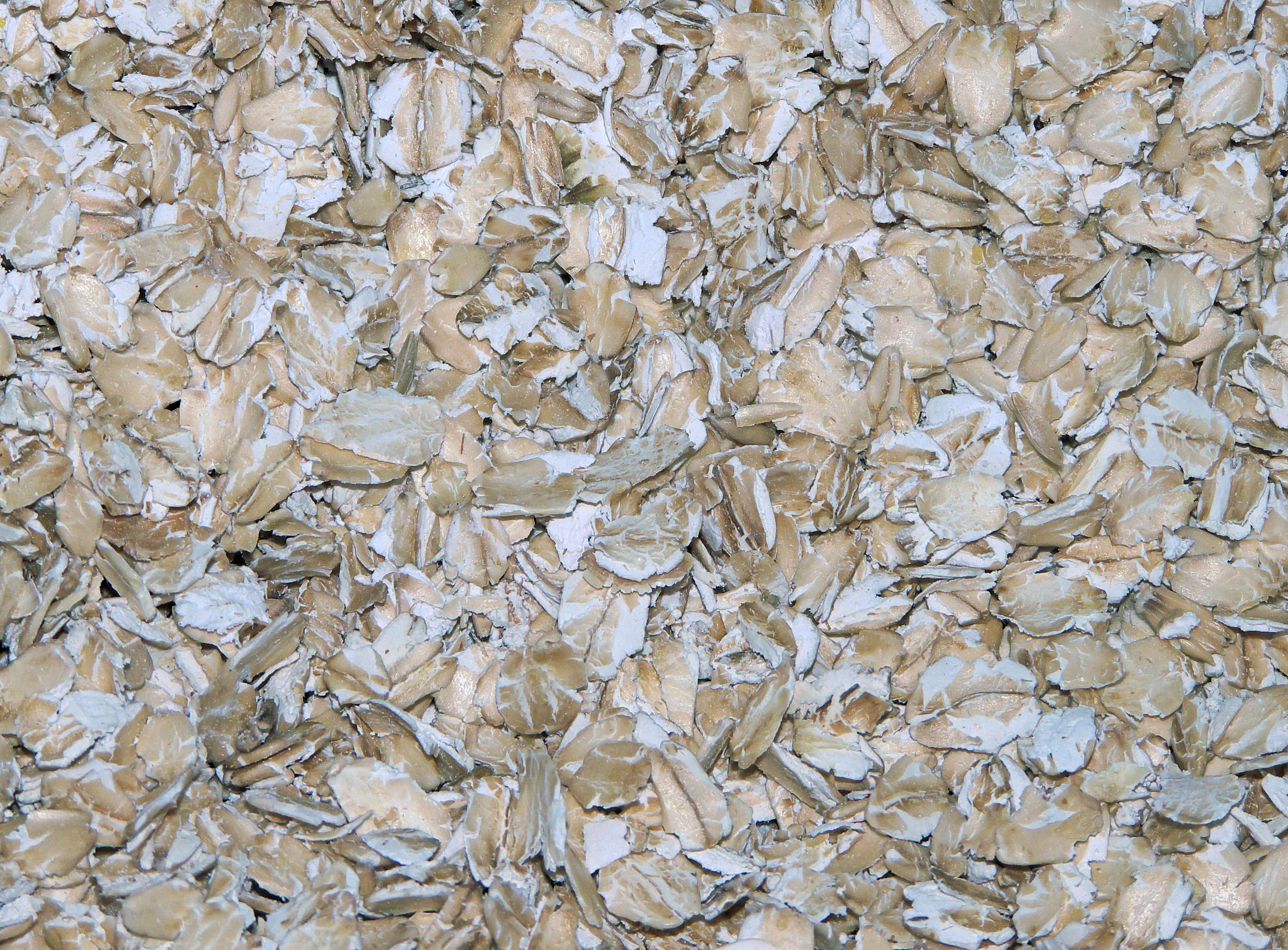
Gequetschter Weizen

Um eine sichere Funktion zu gewährleisten, besitzen die meisten Maschinen eine Zulaufsteuerung, die je nach Belastbarkeit der Maschine und Art des Quetschgutes den Zulauf so steuern muss, dass die Maschine nicht überlastet wird oder blockiert. Beide Walzen werden angetrieben, teilweise mit unterschiedlicher Drehzahl, um einen zusätzlichen Mahleffekt zu erzielen. Maschinen für weiches Getreide und Ölsaaten besitzen Abstreifer, die die Walzen bei jeder Umdrehung reinigen. Da das gequetschte Getreide nicht wie bei industriellen Anlagen erhitzt wird, ist es nicht lange haltbar, weil Oxidation und freigesetzte Enzyme wirken.

## Einsatzgebiete
Haupteinsatzgebiet ist die Landwirtschaft, wo gequetschter Hafer beispielsweise als Futtermittel für Pferde dient.
Im Brauwesen wird gemalzte Gerste durch Getreidequetschen aufgebrochen, um sie für das Maischen vorzubereiten. In privaten Haushalten kommen Getreidequetschen zum Einsatz, um Getreideflocken herzustellen.

### Pferdehaltung

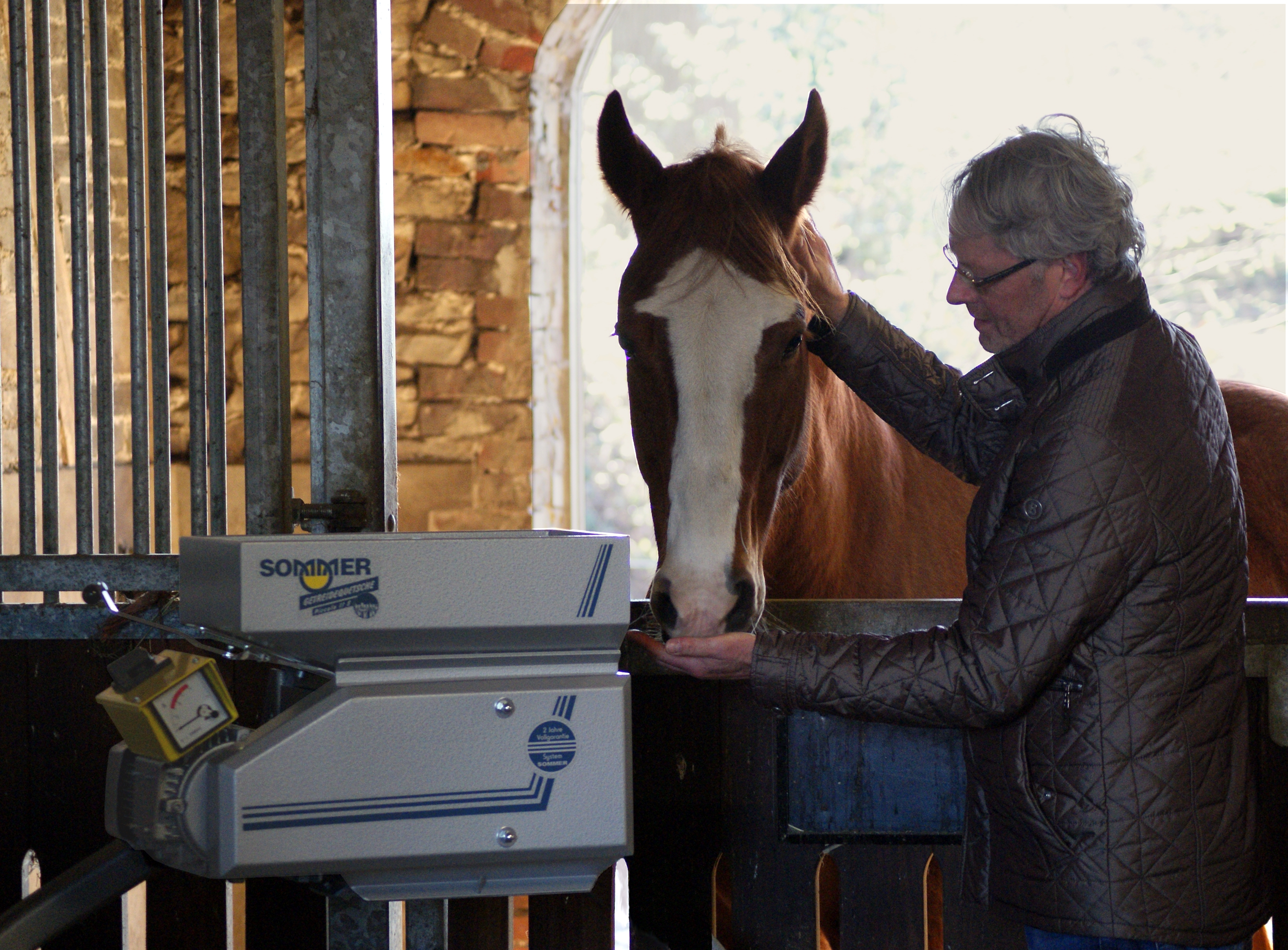
Getreidequetsche in der Stallgasse

In der Pferdehaltung wird Getreide gequetscht, um es für Pferde besser verdaulich zu machen. Außerdem gibt es Pferde, die den Hafer nicht richtig kauen oder nicht richtig kauen können. So wird Hafer notwendigerweise bei Pferden im Zahnwechsel oder bei älteren Pferden gequetscht. Gerste und Mais müssen gequetscht werden, um die Stärkeverdauung bereits im Dünndarm und damit die Energieverfügbarkeit zu ermöglichen. Nach stehen die Getreidequetschen auf Reiterhöfen in der Futterkammer und verfügen über eine Entstaubungsanlage. Es gibt auch mobile Lösungen, bei denen die Getreidequetsche zum Beispiel auf einen Futterwagen montiert ist.

### Brauwesen
Im Brau- und Destillierwesen werden Getreidequetschen – hier werden sie Malzschrotmühlen genannt – zum Einsatz. Frisch geschrotetes Malz trägt zur Reinheit und zur intensiven Aromen-Entwicklung beim Bierbrauen, aber auch beim Destillieren von Whisky bei. Mit diesen Getreidequetschen wird das Malzkorn zu einem Grieß aufgebrochen, wobei der Mehlanteil gering und die Spelze weitgehend erhalten bleiben sollte. Auf diese Weise wird das Malz für den Brau- oder Destilliervorgang vorbereitet und zugleich für eine natürliche Filterschicht beim Läutern gesorgt.